# مسجد جامع جویم

## تاریخچه
بنای مسجد جامع جویم مربوط به دوران ایلخانیان است  که در دوره صفوی توسط  حاج صفی قلی بن محمّدالجویمی ، در سال ۱۰۹۷ قمری مصادف با سلطنت شاه سلیمان صفوی، مرمت گردیده است. این مسجد تاریخی در سال ۱۳۹۲ شمسی تجدید مرمت گردید.
مسجد جامع جویم در مرکز بافت قدیم شهر جویم، واقع شده، این اثر در تاریخ ۳۰ خرداد ۱۳۷۷ با شمارهٔ ثبت ۲۰۳۵ به‌عنوان یکی از آثار ملی ایران به ثبت رسیده است. از نظر ارزش دیرینگی این مسجد یکی از سه مسجد قدیمی استان فارس و هم ارزش با مسجد وکیل  شیراز شمرده می‌شود.

## مشخصات درونی مسجد
- بر طرفین طاق بزرگ رو به روی محراب و منبر دو کتیبه دیده می‌شود:

- - کتیبه اول حاوی نام بانی، تاریخ ساخت و نام کتیبه ساز است.

این کتیبه مزین به احادیثی در فضیلت بنای مسجد و ستایش حضرت رسول (ص) و ائمه معصومین (ع)، خصوصاً علی بن ابی طالب (ع) و فاطمه زهرا (س) و همچنین نام بانی و حجّار و تاریخ ساخت آن می‌باشد . در سال ۱۰۹۷ قمری ساخته و پرداخته شده‌است. متن کامل کتیبه مذکور چنین است: 
" لفضل عمل البانین المساجد روا بقوله من بنی مسجدا ولو مثل مفحص قطاه بنی الله له بیتاً فی الجنه ماشاء و علی علی بن ابی طالب امیرالمومنین و علی فاطمه الزهرا بضعه سیدالمرسلین رسول الله و علی الائمه الاطهار المعصومین. امّا بعد فحیث کان المرحوم المبرور حد برون المولد والجود حاج صفی قلی ابن المقدس المغفور سالار محمّدالجویمی من الراغبین فیما وعدالله و رسوله و حججه من النعیم السرمدی الخالد علی بناالمساجد علی امر الملک الصاهر ربنا هذا لک المسجد الجامع منه الله تعالی و غفر له و کان ذلک بتاریخ سنه السابعه و التسعین و الف ۱۰۹۷ کتب حسین بن جعفر الحسینی البحرانی. "
- - کتیبه دوم حاوی آیات کریمه قرآنی است که در سال ۱۱۱۹ قمری به دست محمدّصادق بن محمودالجویمی نسخه برداری شده‌است.

این کتیبه  به خط نستعلیق کهن و بسیار درهم پیچیده، بر روی لوحی به ابعاد ۴۷×۷۰ سانتی متر، در هفت ردیف حکاکی گردیده و به آیات شریفه قرآن کریم زینت یافته‌است. در سنگ نوشته موصوف چنین می خوانیم: 
"بسم الله الرحمن الرحیم" الحمدلله  الذی جعل المساجد بیوته فی الارض للذین براون الی الصلوه فیها و تعاهده جمله-المصلین فضلها و مدح بها فی اعلی کتاب المبین فقال انما یعمر مساجدالله من امن بالله والیوم الاخر و اقم الصلوه و اتی الزکوه و لم یخش الاالله فعسی اولئک ان یکونوا من المهتدین. و یوعد علی بها و جراالمنع من ذکر اسمه فیها بالعذاب المهین فقال من اظلم ممن منع مساجدالله ان یذکر فیها اسمه و سعی فی خرابها اولئک ما کان لهم ان یدخلوها الا خائفین و صلی الله علی محمّد خاتم النبیین. فرغ و نسخه الموصح محمّدصادق بن محمود الجویمی، ۱۱۱۹ قمری 
- دیگر مشخصات مسجد عبارت است از:

- - منبر سنگی با دوازده پله که در کنار محراب قرار دارد، محراب سنگی مقرنس با نقوش هندسی که متأسفانه دستکاری شده‌است.

- - حوض کاشیکاری بسیار زیبا با کاشی‌های لعابدار که متأسفانه چند سال پیش به دست عوام الناس کاملاً محو و تخریب گردیده است.

۲۱ طاق بزرگ، ۱۲ طاق کوچک، ۱۶ طاقچه از دیگر مختصات مسجد به شمار می رود.
تعدادی از این طاق ها، به طرز ناشیانه ای مسدود و به اتاق تبدیل شده‌است. لوله کشی و نصب آب سردکن و ایجاد چندین درب آهنی، برای طاق‌های بزرگ مسجد، به منظور گرمادهی زمستانه نیز ناشیانه و غیراصولی انجام گرفته و به‌طور کلی از آن زیبایی و فراهت پیشین مسجد، چیز چشمگیری باقی نمانده‌است. 
در گذشته ضلع شرقی مسجد، به موازات درب ورودی، دارای طاق‌ها و نیم طاق‌های زیبایی بوده که جملگی تخریب شده‌است. علاوه بر آن مسجد جامع صاحب سردابه و شبستان و صفه بوده که آن‌ها نیز از بین رفته است.

## مرمت های اخیر
با پی گیری‌های کرامت اله تقوی دبیر انجمن میراث فرهنگی و گردشگری بخش جویم و با اختصاص حدود ۷۰ میلیون تومان اعتبار از سوی اداره کل میراث فرهنگی و گردشگری فارس این مسجد تاریخی در سال ۱۳۹۲ شمسی تجدید مرمت گردید.
" اجرای کانال دفع نم با هدف دفع نم از دیواره های بنا، اجرای سنگ فرش صحن داخلی و رواق های پیرامون، اجرای بلوکاژ و سنگ فرش حیاط مسجد، احیای حوض قدیمی مسجد، پاکسازی و ترمیم محراب و منبر سنگی از جمله موارد مرمتی مزبور در مسجد جامع جویم به شمار می آید. "

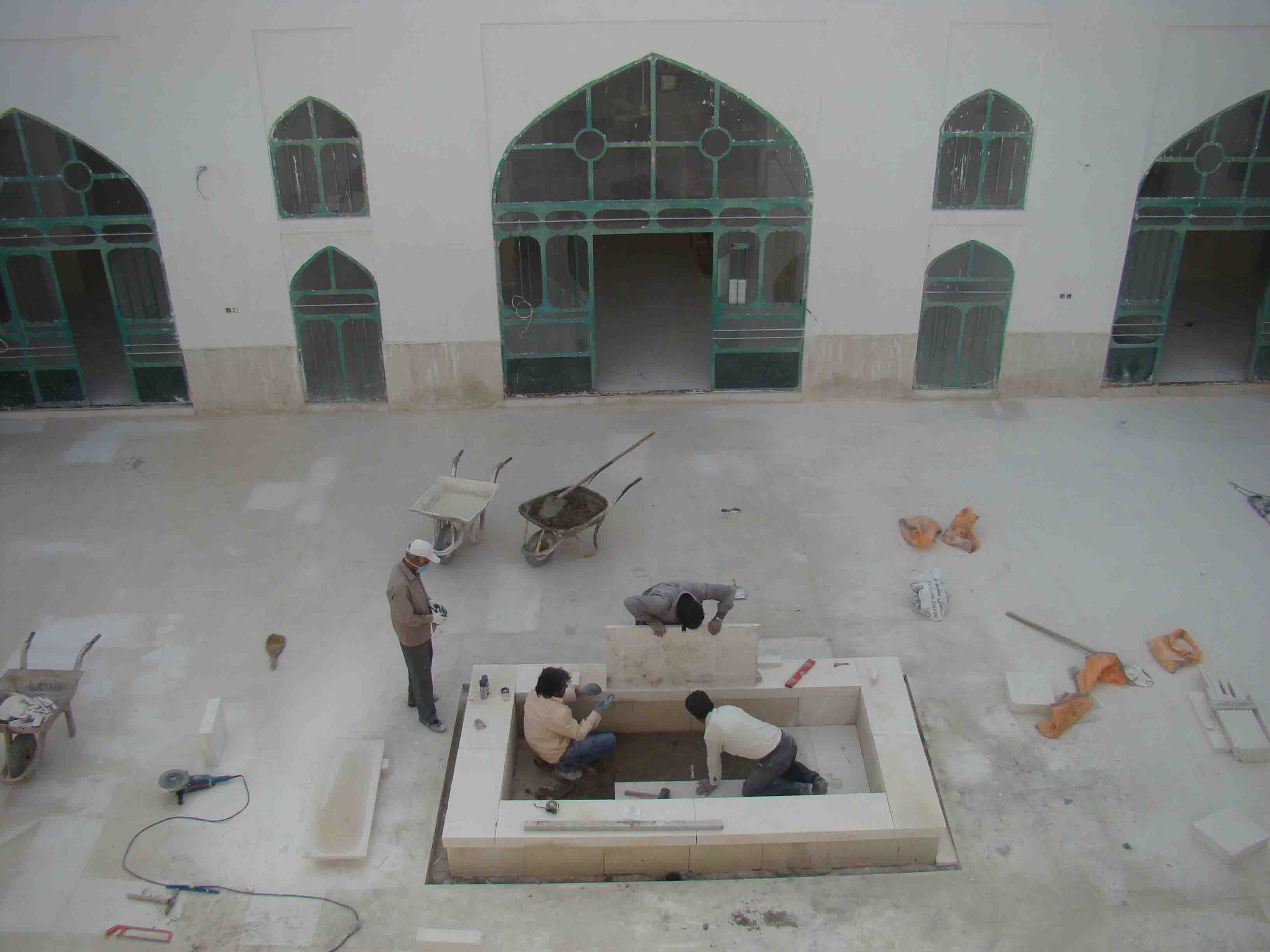
مسجد جامع جویم -نمای حیاط- در حال مرمت

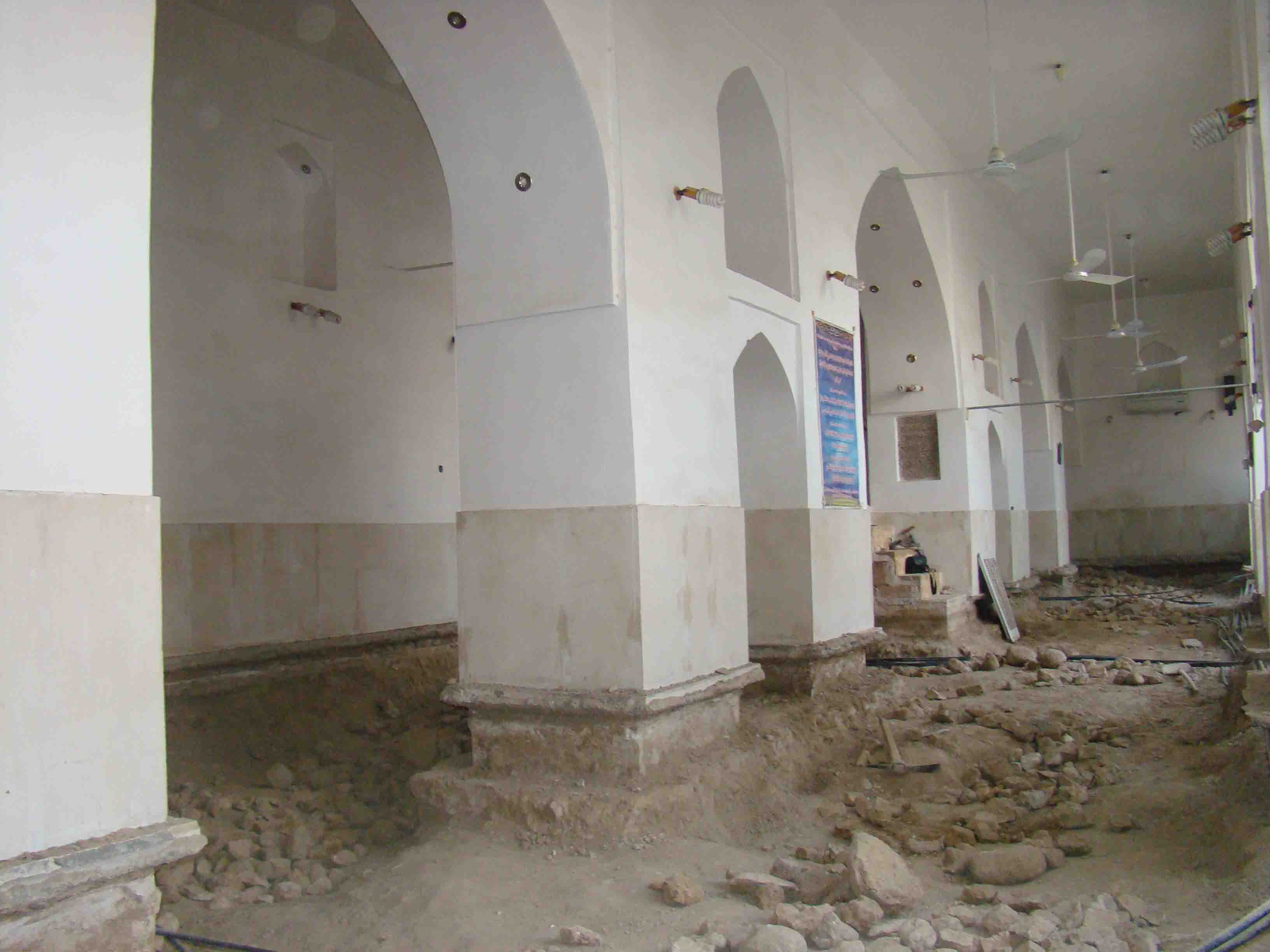
مسجد جامع جویم- نمای درونی-زمان مرمت

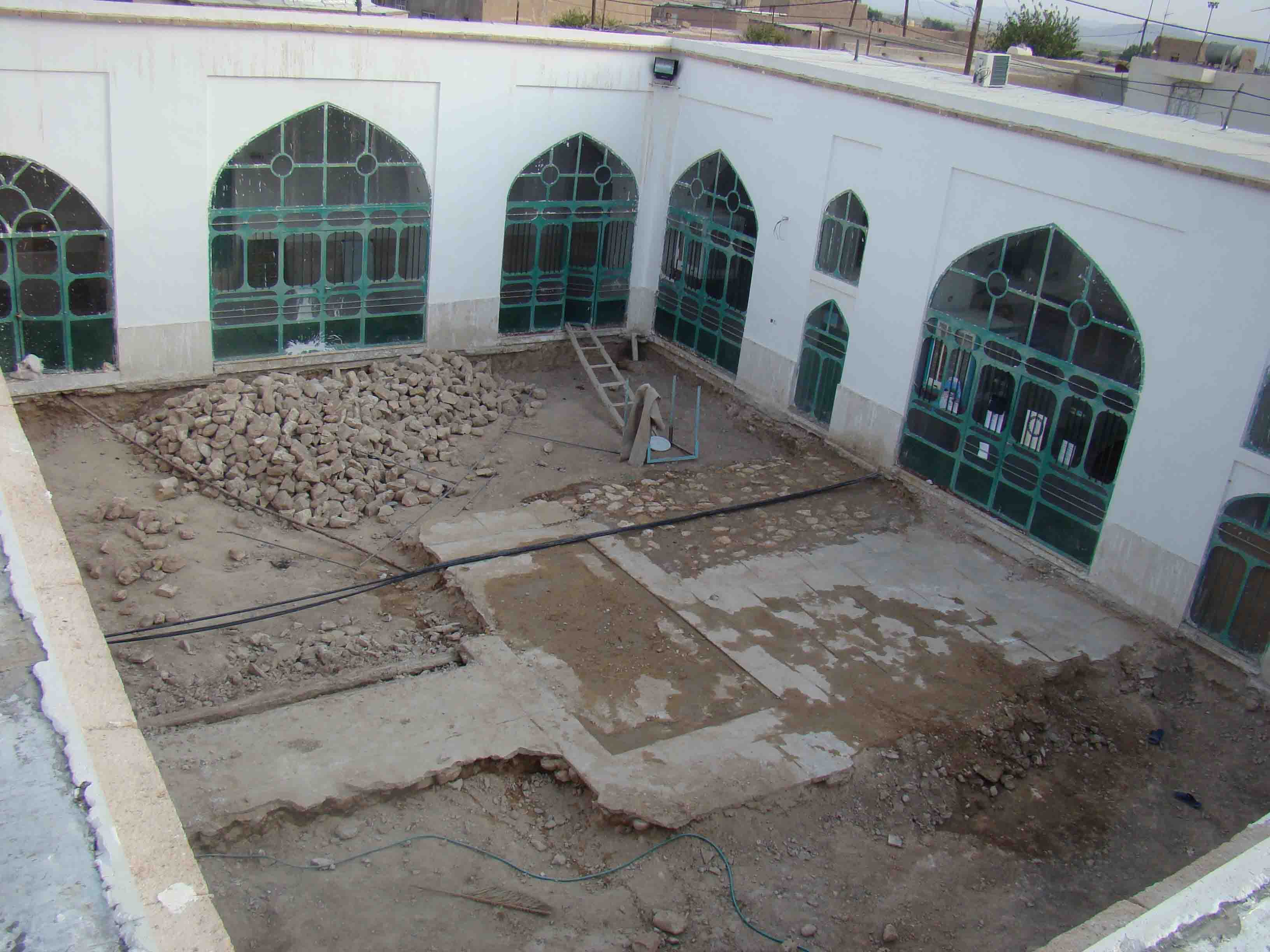
مسجد جامع جویم -نمای حیاط- در حال مرمت

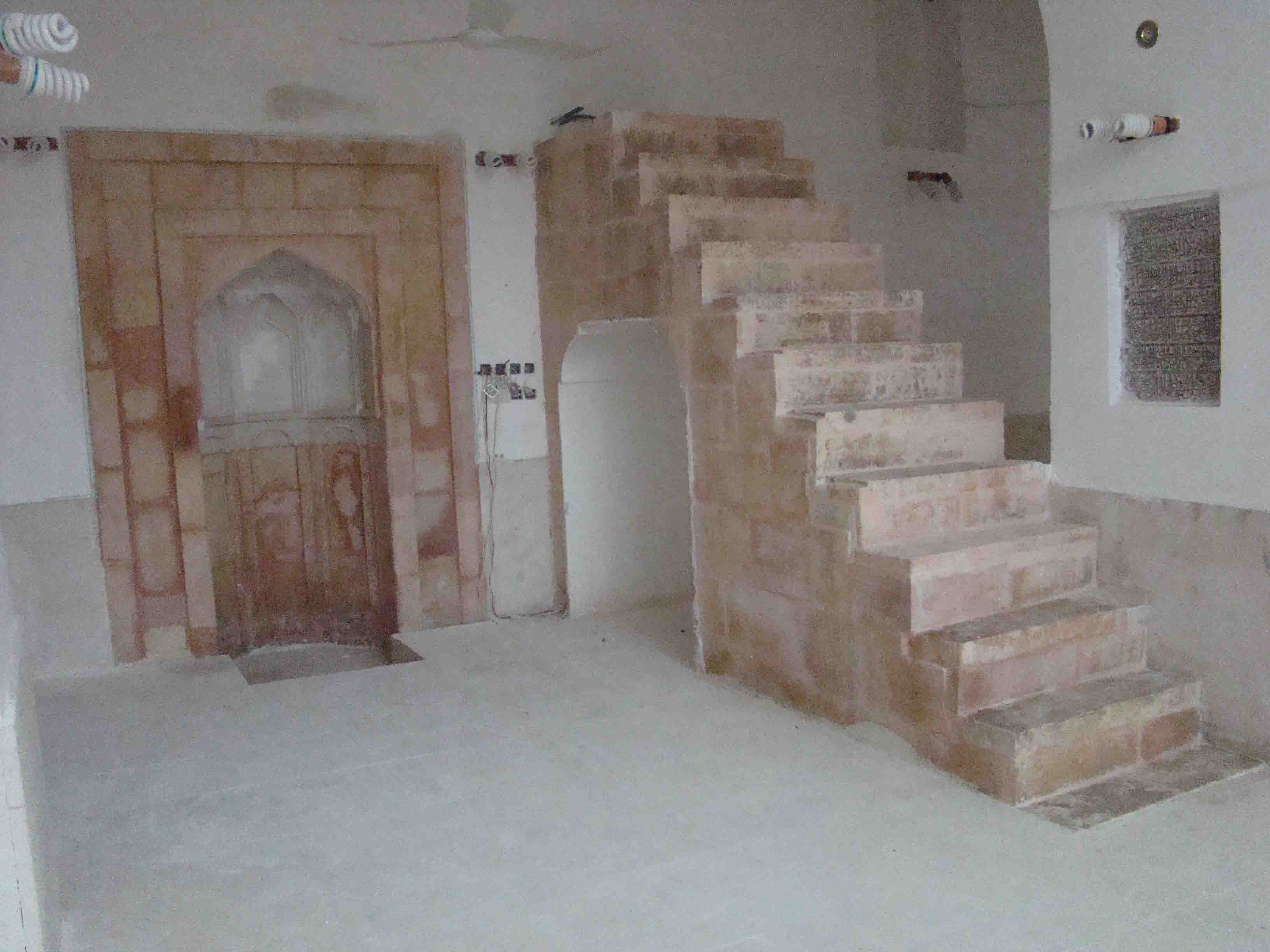
مسجد جامع جویم-نمای محراب- زمان مرمت

## گمانه زنی های تاریخی
در سال ۱۳۹۲ شمسی در هنگام تجدید مرمت این مسجد، در زیر بنا پی‌های  با جنس سنگ و ساروج و ... مشاهده شد که متفاوت و قدیمی تر از پی و مصالح مورد استفاده در هنگام مرمت در دوره صفوی بوده‌است، همچنین در هنگام مرمت و لایه برداری مشاهده گردیده است نوع مرمت و طبقه‌بندی و دیوار چینی نیز با لایه‌های متفاوت مصالحی بنا شده‌است، می‌توان این گمانه زنی را انجام داد که احتمالا بنای اصلی مسجد بر روی یک بنای آتشکده  دوباره سازی شده‌است. با توجه به اینکه در غرب شهر جویم آتشکده معروف کاریان معروف به آتشکده آذرفرنبغ نیز موجود است لذا می‌تواند در ارتباط مستمر با این بنا بوده باشد.